# Nielsen
Nielsen (Nielsen Holdings PLC) — американская компания, крупнейшая независимая фирма, проводящая маркетинговые измерения в индустрии товаров повседневного спроса, медиаизмерения и исследования потребителей. Офисы — более чем в 100 странах мира, штат сотрудников составляет более 44,000 человек. По итогам 2016 года выручка составила $6,3 млрд.
В 2016 году Американская ассоциация маркетинга присудила Nielsen первое место в списке топ-50 маркетинговых компаний в США.

## Деятельность
Отчётность компании структурируется по двум направлениям бизнеса — «что потребители смотрят» (медиаизмерения и аналитика) и «что потребители покупают» (измерение объёмов розничных продаж и аналитика).
Сегмент «что потребители покупают» (англ. buy), на который приходится примерно 55 % выручки компании, помогает производителям товаров повседневного спроса и ритейлерам понимать, что потребители покупают с точки зрения категорий, брендов и продуктов. Цель Nielsen — измерять все FMCG-покупки, независимо от того, в каком канале торговли они совершены. Например, на основе данных ритейл-аудита Nielsen возможно знать объём продаж диетической Coca-Cola по сравнению с диетической Pepsi или подгузников Pampers по сравнению с Huggies. Эти данные, собранные на основе фактических продаж, в ряде стран дополняются информацией из панели домохозяйств, которая содержит сведения о всем, что было приобретено потребителями. На основе таких данных производители товаров повседневного спроса и ритейлеры могут выстраивать и корректировать маркетинговые стратегии. Постоянными клиентами Nielsen в этом сегменте являются Coca-Cola, Nestlé, Procter & Gamble, Unilever, Walmart и др. Nielsen проводит ритейл-аудит в 106 странах мира.
Сегмент «что потребители смотрят» (англ. watch), на который приходится примерно 45 % выручки компании, включает измерения того, что люди смотрят (и слушают) на большинстве устройств — по ТВ, радио, на компьютерах, мобильных телефонах, планшетах и пр. Замеряется медиапотребление как программного, так и рекламного контента. С запуском решения Nielsen Total Audience компания предложила индустрии возможность получить целостное представление об аудитории и способах просмотра контента на всех платформах и экранах. Рейтинги Nielsen используются рекламодателями и площадками как основа для покупки и продажи рекламы. Крупнейшими клиентами этого сегмента являются CBS, NBC, News Corporation, Walt Disney Company и др. Nielsen проводит медиаизмерения в 47 странах, которые в совокупности аккумулируют 80 % мировых инвестиций в рекламу.

## История
Основана в 1923 году, когда Артур Нильсен изобрел способ измерять продажи товаров повседневного спроса. На основе проводимых замеров Артур Нильсен в 1932 составил так называемый «ритейл-индекс», фиксировавший оборот продуктов и товаров в розничной торговле, а также ввел в обиход термин «доля рынка», который сегодня повсеместно используется компаниями для определения собственных позиций на рынке. Nielsen была первой в мире компанией, которая начала проводить маркетинговые исследования.

### Радио и телевидение
В 1936 году он Артур Нильсен приобрел аудиметр — прибор, который фиксировал, к каким радиостанциям подключался радиоприёмник на протяжении дня. Поработав с устройством несколько лет, в 1942 году компания начала замерять, какие радиостанции слушают в 1000 домохозяйств в США и запустила национальный радиорейтинг. Данные затем продавались рекламодателям и радиостанциям, которые были заинтересованы в объективной информации о популярности программ и ключевых характеристиках аудитории. Этот момент считается рождением понятия «измерение аудитории», который позже стал применяться и обрел особенную известность в отношении измерения телеаудитории. Сегодня эти измерения известны как рейтинги Nielsen.
Компания начала проводить телеизмерения в 1950 году. Так же, как в случае радио, для разработки рейтингов была использована выборка домохозяйств. Информация о том, что смотрят, собиралась и записывалась на устройстве, которое подключалось к телевизору. В 1953 году участникам исследования другой выборки домохозяйств был отправлен журнал, в котором они записывали программы, которые они посмотрели за день. Объединив данные устройств с записями из журналов, компания смогла статистически оценить количество американцев, смотрящих ТВ, и их ключевые демографические параметры.
В 1980-х годах компания выпустила новый прибор под названием пиплметр. Устройство напоминало пульт дистанционного управления с кнопками для каждого члена семьи и дополнительными кнопками для гостей. Телезритель нажимал кнопку, когда находился в помещении и смотрел ТВ, и нажимал снова, когда покидал помещение, даже если телевизор остался включенным. Такая форма измерений позволяла иметь более точные данные о том, кто и когда осуществлял просмотр ТВ.
В июле 2008 года Nielsen выпустил первый квартальный отчет с детальным описанием того, как люди «потребляют» медиаконтент на трех экранах — по телевидению, в интернете и на мобильных устройствах.
В сентябре 2016 года Nielsen заявил, что бумажные ТВ-журналы к середине 2017 году будут полностью заменены электронными способами измерений.

### От частной компании к публичной
В 1984 году компания Nielsen была поглощена корпорацией Dun & Bradstreet, которая в 1996 году разделила существовавшую много лет структуру на две части: Nielsen Media Research, которая стала заниматься исключительно телевизионными рейтингами, и AC Nielsen, которая занималась исследованием потребителей, покупателей и рынком FMCG. В 1999 году Nielsen Media Research была куплена голландской VNU (нидерл. Verenigde Nederlandse Uitgeverijen) (Verenigde Nederlandse Uitgeverijen). Позже VNU выкупила AC Nielsen и объединила два бизнеса в 2001 году. За это время VNU продала свои активы в газетах Wegener, а в журналах — издательству Sanoma. VNU объединила активы Nielsen с другими компаниями, обладавшими ценными технологиями в области исследований и сбора данных, включая BASES, Claritas, HCI и Spectra.
С 2006 по 2011 год Nielsen оставался частной компанией. 25 января 2011 года компания вышла на IPO на Нью-Йоркской фондовой бирже, получив по его итогам $1.8 млрд.

### Слияния, поглощения, стратегические альянсы
В 2004 году Nielsen организовал совместное предприятие с конкурентом, группой AGB, входившей в холдинг WWP, которое получило название AGB Nielsen Media Research.
В 2006—2007 году VNU приобрела акции компании Buzzmetrics, которая измеряла активность потребителей онлайн. Тогда же Nielsen приобрел компанию Telephia, измерявшую мобильные медиа, а также турецкую Bilesim Medya, занимавшуюся разработкой технологий в области эффективности рекламы.
В 2006 году VNU была куплена группой из шести частных инвестиционных фирм — Kohlberg Kravis Roberts, Thomas H. Lee Partners, Blackstone Group, Carlyle Group, Hellman & Friedman и AlpInvest Partners за 5 млрд фунтов стерлингов. Тогда же группа наняла Дэвида Калхуна из General Electric в качестве СЕО компании. В 2007 году Дэвид переименовал VNU в The Nielsen Company.
В 2008 году Nielsen приобрел компанию IAG Research, которая измеряла взаимодействие аудитории с ТВ-рекламой. В этом же году Nielsen осуществил стратегические инвестиции в калифорнийскую компанию NeuroFocus, применявшую технологии нейронауки в области исследования потребителей (см. нейромаркетинг), и в 2011 году выкупил её полностью. В 2009 и 2010 году Nielsen продал свой бизнес в печатной прессе; популярные активы в индустрии развлечений были переданы компании e5 Global Media.
В 2009 году Nielsen купил фирму The Cambridge Group, осуществлявшую управленческий консалтинг.
В июне 2010 года Nielsen объединился с McKinsey & Company с целью создания консалтинговой компании, специализирующейся в области социальных медиа, под названием NM Incite. NM Incite имела присутствие в 13 странах (США, Великобритания, Германия, Испания, Италия, Австралия, Новая Зеландия, Китай, Япония, Индия, Бразилия, Канада и Корея).
В августе 2011 году Nielsen приобрел Marketing Analytics, что позволило расширить возможности компании в области измерения возврата на инвестиции в маркетинг (маркетинг-микс аналитика).
В декабре 2012 стало известно о предстоящей покупке компании Arbitron, специализирующейся на изучении радио-аудитории, за $1,26 млрд. Приобретение было успешно завершено в сентябре 2013 года.
В феврале 2014 года Nielsen купил компанию Nexium, лидера в области мониторинга розничных магазинов и аналитики ритейл-продаж.
В октябре 2014 года Nielsen приобрел международную фирму Affinova, которая усилила возможности Nielsen в области сопровождения запуска новых продуктов и товаров повседневного спроса.
В январе 2015 года Nielsen купил Brandbank, компанию-лидера в области сбора, хранения и распространения цифровых данных о характеристиках товарных позиций среди товаров повседневного спроса.
В марте 2015 году Nielsen приобрел компанию Exelate, провайдера данных и технологий в области покупки и продажи программатик-рекламы.
В мае 2015 года Nielsen купил компанию Innerscope Research, которая специализировалась на потребительских нейроисследованиях с использованием биометрии, технологии отслеживания движения глаз и кодирования лицевых движений. Все возможности в области нейроисследований Nielsen были объединены в один бизнес под названием Nielsen Consumer Neuroscience.
В июне 2016 года Nielsen купил Repucom, глобального лидера в области измерений в индустрии спорта. Благодаря этому приобретению Nielsen стал главным мировым источником информации и аналитики для спортивной отрасли.
В ноябре 2020 года Nielsen подписала соглашение с частной инвестиционной компанией Advent International о продаже ей своего подразделения Global Connect за $2,7 млрд. При этом Nielsen сохранит за собой подразделение медиаизмерений Global Media. После завершения сделки в 2021 году подразделение Global Connect будет переименовано в NielsenIQ.

## Корпоративные отношения
FIFA выбрали Nielsen официальным аналитическим партнером Кубка конфедераций 2017 и Чемпионата мира по футболу 2018.